# 蒙戈魮
蒙戈魮（学名：Labeobarbus mungoensis）为輻鰭魚綱鯉形目鲤科的其中一種，被IUCN列為瀕危保育類動物，分布於非洲Menge與Mungo河流域，體長可達17.9公分，棲息在中底層水域，可做為食用魚。